# Розі Дей
Розі Джейн Дей (англ. Rosie Jane Day; нар. 6 березня 1995, Кембридж) — англійська актриса. Найбільш відома своїми ролями в серіалах «Книгарня Блека» та «Покидьки».

## Біографія
Народилася в Кембриджі і виросла в Гартфордширі та Лондоні, будучи молодшим із трьох дітей у сім'ї. Пізніше сімейство Дей перебралося до Гемпшира . Вона відвідувала школу Шерборн Хаус у Чандлерс Форд та школу Атерлі.
З 1999 року знімається у кіно та на телебаченні. Дебютувала роллю Емми у телесеріалі BBC «Надія та слава». Із 2000 року також виходить на театральну сцену. Популярність їй принесло участь у драматичному горорі Пола Хайєта «Будинок терпимості», відзначеному нагородами та увагою професійної критики.
У 2015 році знялася в ромкомі «Римські побачення», де її партнерами стали Сара Джессіка Паркер, Рауль Бова та легендарна Клаудія Кардінале, з якою у Дей була найбільша кількість спільних сцен. Також на її рахунку роль у популярному серіалі «Чужоземка», У 2018 році на світові телеекрани вийдуть британські міні-серіали «Мешканці пагорбів» та «Добрі передвісники», де грає актриса.

## Фільмографія
- Надія та слава (1999) — Емма
- Книгарня Блека (2000) — Рейчел
- Під прикриттям (2002) — Шарлотта Лемб
- Велика метушня (2002) — Дженні
- Сімейна справа (2002) — Харрієт Матерсон
- Дочка Дарвіна (2002) — Етті Дарвін.
- Бернард бачить (2004/05) — Ніколетт
- Романтики (2006) — Дороті Уордсворт
- Родина Ладж (2006) — Лора Ладж
- Життя Попата (2007) — Тетяна
- Харлі-стріт (2008) — Тесс Елліот
- Детективне агентство «Півмісяць» (2009) — Шеллі Треверс
- Лікарі (2009 / 11) — Еліс Гудсон / Мег Уайт
- Саммер у Трансільванії (2010) — Мірана
- Холбі Сіті (2011) — Кей Баркер
- Весела нічка (2012) — Хлоя
- Будинок терпимості (2012) — Енджел
- Наслідки (2012) — Ханна
- У тилу (2012) — Міллі
- Покидьки (2013) — Люсі
- Бестолочі (2014) — Елль
- Сестра (2014) — Грейс
- Залізний лицар 2 (2014) — Кейт
- Вій (2015) — Ніна
- Наручники (2015) — Стейсі Шоукросс
- Римські побачення (2015) — Саммер
- Чужоземка (2016) — Мері Хоукінс
- Гранчестер (2017) — Джоан Уітакер
- Головний підозрюваний 1973 (2017) — Пем Тенісон
- Мешканці пагорбів (2018)
- Другий (2018)
- Єретики (2018) — Сестра Емелін
- Добрі передвісники (2018) — Ліза
- Темні коридори (2018) — Сьєрра[4]

## Нагороди та номінації
- 2013: Премія Screamfest Horror Film Festival[en] (англ.) за найкращу жіночу роль («Будинок терпимості»)
- 2016: Номінація на найкращу жіночу роль на Міжнародному кінофестивалі у Портсмуті («Сестра»)
- 2016: Премія «Супутник» за найкращий акторський склад у телесеріалі («Чужоземка»)